# Ali Zain al-Abidien

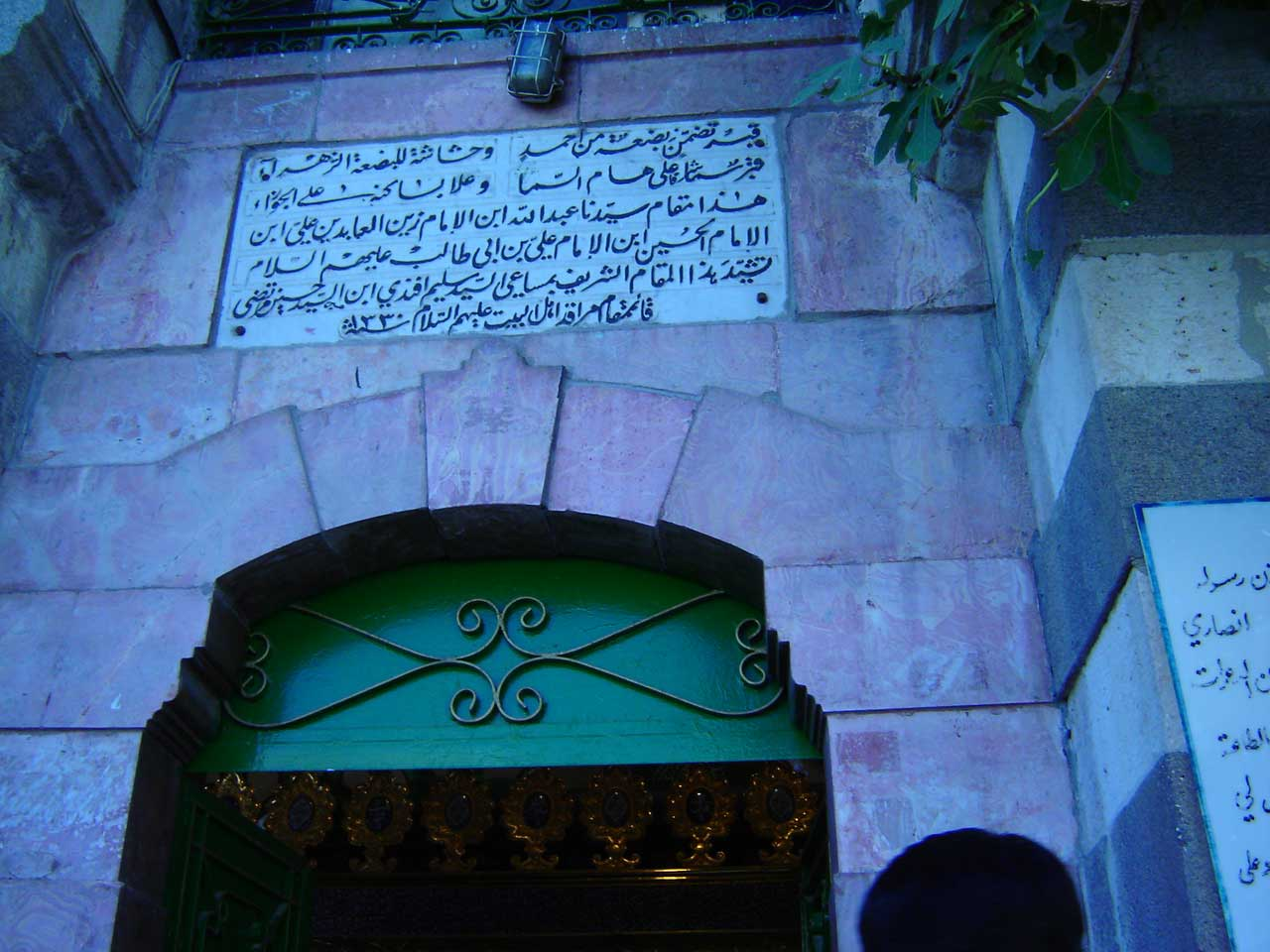
Ali Zain al-Abidiens graf in Medina

Ali Zain al-Abidien a.s (654 – Medina, 20 oktober 712) is een achterkleinzoon van Mohammed. Hij is de vierde imam binnen het sjiisme en wordt in de jafari gerekend tot een van de veertien onfeilbaren.
Hij is de zoon en opvolger van Hoessein ibn Ali ibn Abu Talib, de derde imam, en de kleinzoon van Imam Ali ibn Aboe Talib, de eerste sjiitische imam.
Tijdens de Slag bij Karbala werd imam Ali Zain al-Abidien ernstig ziek, wat hem verhinderde mee ten strijde te trekken met zijn vader en zijn jongere broer Ali al-Akbar die beiden het leven lieten.
Imam Ali Zain al-Abidien ligt begraven op de islamitische begraafplaats Jannatul Baqi in Medina.